# Rhinonicteris aurantia
Rhinonicteris aurantia är en fladdermusart som först beskrevs av Gray 1845.  Rhinonicteris aurantia är ensam i släktet Rhinonicteris som ingår i familjen rundbladnäsor. IUCN kategoriserar arten globalt som livskraftig. Inga underarter finns listade i Catalogue of Life.
Individerna når en kroppslängd (huvud och bål) av 45 till 53 mm, en svanslängd av 24 till 28 mm och en vikt av 8 till 10 g. Underarmarna är 47 till 50 mm långa. Denna fladdermus har vanligen en blek orange päls på ovansidan och en ännu blekare päls på buken. Några individer är mera limegröna till vitaktiga. Det centrala bladet (hudfliken) på näsan liknar en treudd. Kring bladet finns en rund hudflik. De korta och spetsiga öronen är något framåtriktad och täcker delvis ögonen.
Denna fladdermus förekommer med två populationer i norra respektive nordvästra Australien. Den hittas även på några öar i området. Habitatet varierar mellan olika slags skogar, mangrove och gräsmarker.
Rhinonicteris aurantia vilar allmänt i fuktiga grottor. Temperaturen i grottan ligger vanligen mellan 28 och 32 °C. Där bildas flockar eller stora kolonier med 20 till 20 000 medlemmar. Under regntiden uppsöker de även byggnader och troligen trädens håligheter för att vila. I grottor håller de cirka 15 cm avstånd från varandra. Individerna lämnar gömstället efter solnedgången och jagar nattfjärilar samt andra insekter. Därför flyger de oftast några meter över marken. Fortplantningen sker under regntiden mellan oktober och april. Per kull föds en unge.